# Guglielmo il Maresciallo
Guglielmo il Maresciallo, I conte di Pembroke (in inglese William The Marshal, in francese Guillaume le Maréchal; 1150 circa – Caversham, 14 maggio 1219), è stato un cavaliere medievale e condottiero inglese.

## Biografia
Nacque da Giovanni e Sibilla di Salisbury in località sconosciuta e morì nel suo castello di Caversham. La data della morte è certa e ben documentata, dato lo spessore storico e politico raggiunto da Guglielmo, ormai conte di Pembroke

### Famiglia
La sua famiglia apparteneva alla piccola nobiltà inglese che gravitava nell'orbita dei Plantageneti.

Nella famiglia medievale la nascita, specie per chi non apparteneva a una casa reale o all'alta nobiltà, aveva un'importanza relativa: era solo un fatto biologico, l'inizio di una nuova vita nella forte incertezza della sopravvivenza – data la elevatissima mortalità infantile – e nell'altrettanta incertezza del suo possibile sviluppo sociale. Questo spiega i dubbi sul tempo e sul luogo di nascita di Guglielmo in un'epoca, il XII secolo, in cui sono ben più importanti il momento dell'exitus e gli istanti che lo precedono, gli attimi del bilancio finale: la morte nel Medioevo era, per così dire, uno spettacolo dello status raggiunto e uno strumento di legittimazione del successore.
Intitolata Histoire de Guillaume le Maréchal, comte de Striguil et de Pembroke, régent d'Angleterre (Storia di Guglielmo il Maresciallo, conte di Striguil e Pembroke, reggente di Inghilterra), la chanson del trovatore Giovanni risale al XIII secolo e fu composta in anglonormanno, una variante estinta della lingua d'oil, parlata dalla nobiltà normanna in Inghilterra e diffusa nell'ambiente di corte. Era la lingua utilizzata per le composizioni letterarie dell'epoca.
La chanson di Guglielmo è particolarmente importante dal punto di vista letterario per essere la biografia più antica che ci sia pervenuta in questa lingua.
Si tratta di una chanson encomiastica, costituita da 19.214 versi, in couplet di ottosillabi.
Il couplet nella metrica francese medioevale indicava un particolare tipo di distico. Il suo utilizzo più celebre è quello de I racconti di Canterbury del poeta inglese Geoffrey Chaucer.
Del poema esiste un'unica copia originale facente parte della nota collezione libraria di Sir Thomas Phillips a Cheltenham, cittadina inglese del Gloucestershire.
La chanson venne scoperta dal filologo francese Paul Meyer che compì diversi studi sui manoscritti di Cheltenham e la pubblicò in tre volumi corredati di commento tra il 1891 e il 1902.
Le notizie sulla sua famiglia di origine sono scarse e non aiuta in questo il poeta trovatore Giovanni, suo biografo ufficiale, che ne illustrò la vita in un poema in versi.
La chanson che gli fu commissionata da Guglielmo il Giovane, il primogenito successore del Maresciallo, a eterna memoria del padre ma anche a gloria del casato, è di grande importanza per la storia del nostro protagonista ma ancora di più per il costume e l'ideologia dell'epoca, che descrive in tutte le sue sfumature psicologiche.
Si tratta di un testo, per quanto encomiastico, fondamentale per la comprensione della cavalleria medievale, dei suoi princìpi, delle sue aspirazioni, dei suoi tabù, della sua liturgia altrettanto forte di quella religiosa. Ciò che emerge da quei versi che vogliono esaltare una figura eroica è il ritratto vivo di una società guerriera, dei suoi principi come dei suoi umori, dei suoi ideali come delle sue bassezze.

La chanson di Guglielmo 
(G. Duby, Guglielmo il Maresciallo, op. cit. in note)
In quest'opera la voce è del Trovatore ma la parola è di Giovanni d'Early, lo scudiero e amico fedele del Maresciallo, il cui ricordo a volte vacilla, a volte sottace, ma è sempre attento a esaltare la figura del suo signore. Forse la cronaca non è sempre precisa ma il mondo descritto rivive in tutta la sua freschezza offrendo una fine analisi psicologica del protagonista e dei suoi comprimari, il cui palcoscenico era una società turbolenta e creativa che tuttavia si stava avviando al tramonto.
Il silenzio del Trovatore sui progenitori di Guglielmo potrebbe essere stato un artificio retorico per esaltare maggiormente la sua figura quale uomo che ha creato da solo la propria fortuna, il proprio successo grazie esclusivamente alla propria virtus.
Abbiamo solo il nome del nonno paterno, Gilberto, un discendente dei normanni al seguito di Guglielmo I il Conquistatore nella sua avventura inglese.

Gilberto era al servizio di Enrico I d'Inghilterra con la funzione di maresciallo, poco più di un servitore addetto alla cura dei cavalli reali, funzione che fu ereditata dal figlio Giovanni, il padre del nostro Guglielmo, divenendone il patronimico.
Giovanni, per una serie di circostanze fortunate, si trovò, nei torbidi che seguirono la successione di Enrico I, ad aiutare Matilda, la madre del futuro re d'Inghilterra Enrico II, della quale divenne uno dei favoriti: fu l'inizio della sua fortuna e della sua scalata sociale. Sposò in seconde nozze Sibilla Chaworth, sorella di Patrizio da Salisbury, primo conte di Salisbury, dalla quale ebbe Guglielmo e altri tre maschi, oltre a due femmine a cui si aggiungevano Gilberto e Gualtiero, frutti di un precedente matrimonio. Guglielmo, quarto in linea di successione, era destinato a una vita da cadetto, ossia alla ricerca dell'avventura e della fortuna facendo affidamento soltanto sulle proprie forze, un destino comune a tutti i cadetti dell'epoca.

### Iter
Seguire la vita di Guglielmo vuol dire entrare nel mondo della cavalleria, comprenderne il reale significato, i doveri e gli onori, in un certo senso osservare la culla dell'organizzazione sociale occidentale come iniziava a formarsi sulle ceneri dell'Impero carolingio.
La Storia di Guglielmo il Maresciallo scritta da Giovanni il Trovatore apre uno squarcio nella società feudale, i cui valori principali erano la virtus guerriera unita alla fidelitas e alla caritas verso un Senior, sia esso di livello intermedio o l'apice della scala gerarchica guerriera, il sovrano. Sotto questo aspetto Guglielmo fu lo stereotipo del perfetto cavaliere tanto da meritarsi dai suoi contemporanei il titolo di migliore cavaliere del mondo. La sua carriera fu esemplare, quasi didascalica: da scudiero a tutore del re e poi reggente del Regno d'Inghilterra, l'apoteosi finale.

### Cadetto e il Signore di Tancarville
Guglielmo era un figlio cadetto e per questo in presenza del primogenito nulla gli era dovuto dalla famiglia, dal padre:
Nella società feudale era il primogenito che coagulava su di sé, oltre all'amore paterno, gli interessi della casata. Solo al primogenito spettava l'asse ereditario, intendendo con ciò non solo i beni economici ma anche tutti gli altri di ordine immateriale quali le giurisdizioni, la tutela degli elementi femminili della famiglia, le alleanze, insomma quel complesso di rapporti e princìpi che costituivano l'onore della famiglia o meglio della stirpe. Al cadetto, che era vissuto come un peso e un pericolo perché avrebbe potuto ostacolare il primogenito – l'unico a cui erano demandati l'onore e l'onere della perpetuazione della stirpe – rimaneva la strada del mondo o la carriera ecclesiastica: Guglielmo fu avviato alla prima.

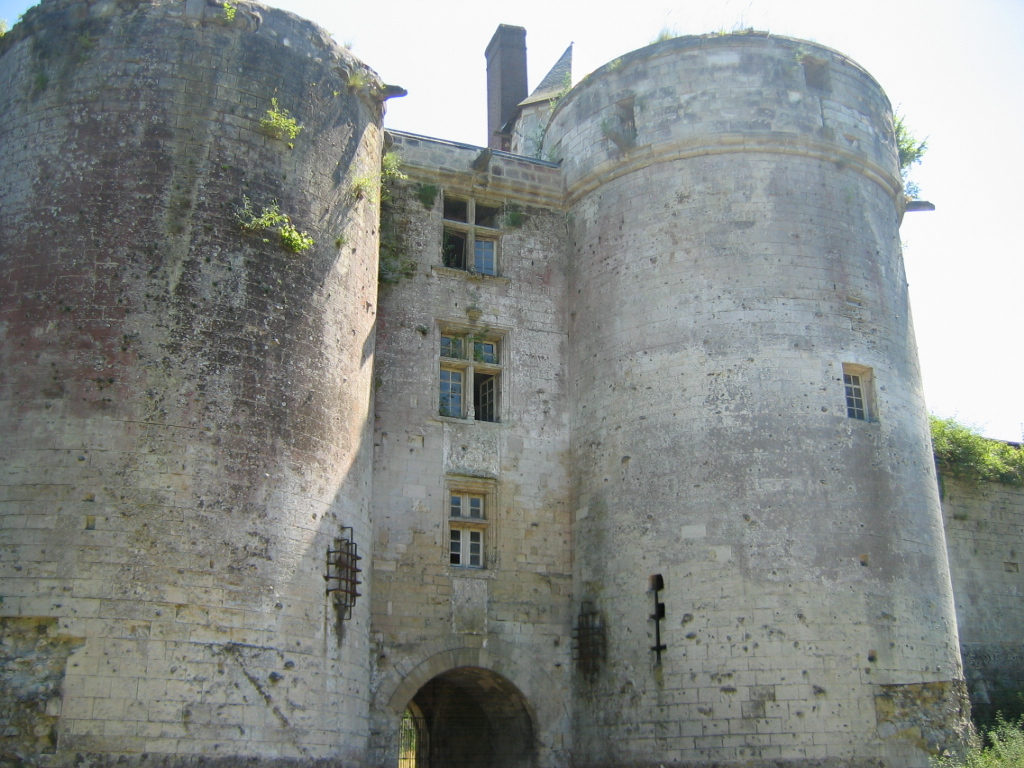
Castello di Tancarville

Giovanni il Maresciallo, il padre, lo inviò ancora fanciullo in Normandia da Guglielmo signore di Tancarville, un feudatario del re d'Inghilterra, perché lo svezzasse e lo educasse da guerriero, da futuro cavaliere. Il signore di Tancarville era anche un parente e per questo sentiva maggiormente l'importanza di allevare e ammaestrare il ragazzo affidatogli.
Il suo era il compito tipico del cavaliere senior, specie se aveva raggiunto un certo grado nella scala gerarchica guerriera: sostituire il padre carnale assumendone le funzioni educative nei confronti del cadetto o dei cadetti affidatigli e portarli all'addobbamento. La consegna della spada, che trasformava il giovane apprendista in cavaliere, ossia in vero uomo, era il momento simbolico più alto della vita del guerriero, il momento che marchiava per sempre la sua anima. La vestizione era un momento liturgico, sacramentale, carico di simbolismi, vissuto intensamente dal mentore e ancora di più dal suo pupillo, un secondo battesimo o meglio il vero battesimo del cavaliere che da quel momento in poi si trovava solo con sé stesso di fronte al mondo e alle sue capacità: «... la cavalleria, sorgente di grazia, era senz'altro ciò che i teologici definivano allora un sacramento».
Divenuto cavaliere, Guglielmo partecipò a diverse scaramucce di poca importanza tra feudatari dimostrando sempre un grande valore bellico per audacia e per tecnica. Iniziò a partecipare ai tornei che si tenevano nella regione, distinguendosi sempre di più e vincendo i premi messi in palio oltre alle armature e ai palafreni dei cavalieri sconfitti. I tornei, in un'epoca in cui il denaro contante era un elemento piuttosto raro, erano l'occasione per mettersi in mostra e guadagnare somme anche considerevoli, a volte arricchirsi, come nelle moderne gare sportive.

### Patrizio di Salisbury
La Normandia, feudo del re d'Inghilterra e al tempo stesso vassalla del re di Francia era una regione ricca di tornei, una palestra di guerrieri dove Guglielmo compì e perfezionò il suo apprendistato, ma restava per lui solamente una terra di adozione.
Lo statuto giuridico della Normandia quale vassalla del Re di Francia rendeva ambigua la posizione del re d'Inghilterra. Questi era infatti sovrano in Inghilterra, ma in quanto titolare del ducato di Normandia era tenuto all'omaggio vassallatico verso il re di Francia.
Ormai abile e affermato cavaliere decise di rientrare in Inghilterra, la sua patria, ma non presso la propria famiglia di origine, dove altri per diritto di primogenitura ne erano a capo. Andò ed entrò nella famiglia di Patrizio conte di Salisbury, zio materno, che lo accolse benevolmente.
La scelta che fece Guglielmo di rientrare in Inghilterra presso Patrizio di Salisbury fu oltre che fortunata oculata, in quanto questi era intimo di Enrico II d'Inghilterra. Essere al servizio dello zio significava essere al servizio del Re e di un Re dello spessore di Enrico II, ma significava anche gravitare attorno alla corte reale con tutto ciò che ne poteva derivare, insomma un rientro da grande tra i grandi in un mondo in continuo fermento in cui non sarebbero mancate le occasioni da sfruttare.
L'occasione fortunata fatalmente si presentò nel 1168 quando accompagnò lo zio incaricato da Enrico II di scortare la regina Eleonora d'Aquitania nel Poitou per domarvi una rivolta. Qui in uno scontro con dei ribelli Patrizio fu ucciso e lo stesso Guglielmo, che si era lanciato per vendicarne la morte, fu ferito e fatto prigioniero. In questa azione mostrò coraggio e audacia, amore e fedeltà verso lo zio, e con ciò, secondo i canoni etici dell'epoca, rispetto e capacità di sacrificio per l'onore della Regina e del Re d'Inghilterra. La sua condotta impressionò moltissimo Eleonora, che, grata, lo riscattò dalla prigionia e lo inserì tra i cavalieri del suo seguito.
Il destino di Guglielmo si compì: non più cavaliere errante ma membro di una corte reale e, ancora meglio, di una famiglia reale, l'inizio di un lungo viaggio eroico e smagliante che lo avrebbe portato a essere l'uomo più potente d'Inghilterra.

### Enrico il Giovane

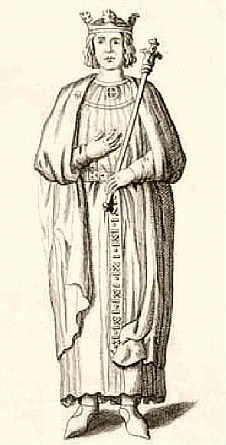
Enrico il Giovane

Enrico II nel 1170 incoronò re il figlio quindicenne Enrico, d'ora in avanti il Giovane, senza cedergli tuttavia alcun potere reale che tratteneva strettamente nelle sue mani. Enrico il giovane si affacciò così alla vita politico-militare carico di prestigio formale ma privo di esperienza e di alcun potere effettivo, pieno di quell'ansia di autonomia e di quelle ambizioni che lo avrebbero messo in rotta di collisione con il padre fino a scatenargli una guerra.
Enrico II, consapevole della situazione ed estremamente geloso del potere, che non intendeva spartire con il giovane e inesperto figlio, scelse come suo mentore – quasi un tutore – Guglielmo il Maresciallo, ormai nelle grazie della regina e dello stesso re. Questo incarico proiettò di colpo Guglielmo al vertice del gruppo dei cavalieri che facevano parte della casa reale.
Essere l'istruttore del figlio del re, esso stesso re, suo consigliere, suo difensore e in situazioni particolari sua volontà decidente conferiva a Guglielmo una responsabilità e un'importanza inimmaginabili. Era come essere signore del proprio signore, anche se si trattava di un signore che il padre preferiva tenere lontano dal potere foraggiandone, più o meno volentieri, costosissime imprese cavalleresche.

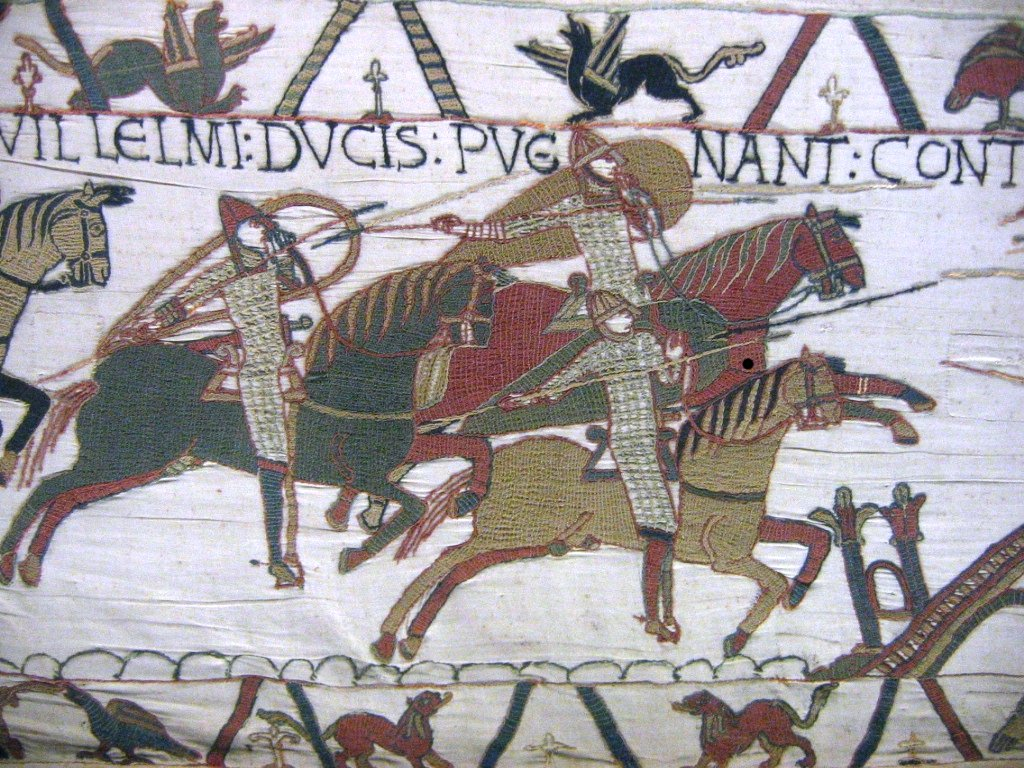
Cavalieri normanni

Queste imprese si tradussero in un continuo errare per tornei, sport e sfogo per i giovani guerrieri che volevano mettersi in mostra e vivevano in modo ludico questa specie di esercizio bellico, spesso più pericoloso della stessa guerra, tanto da essere stato condannato dalla Chiesa nel Concilio Laterano del 1179. In queste circostanze si dispiegò tutta la bravura di Guglielmo, che doveva proteggere il giovane re, farlo vincere e farlo ben figurare in una società che poneva i tornei tra gli elementi fondamentali della propria cultura. Guglielmo si dimostrò, oltre che fulgido cavaliere e torneatore, attento istruttore e prezioso consigliere, tanto da guadagnarsi l'amore del giovane Enrico.
Quest'amore Enrico glielo dimostrò quando gli chiese di armarlo cavaliere: trattandosi di un re, per giunta del Re d'Inghilterra, questo compito, ancor più importante di quello del padrino nei nostri battesimi e considerato allora un enorme onore e privilegio, sarebbe spettato a un altro re, probabilmente a Luigi VII di Francia, che oltretutto era suo signore feudale. Fu invece Guglielmo, semplice cavaliere, a cingergli la spada, a prendergli le mani tra le sue, a baciarlo sulla bocca, a farlo nascere cavaliere, a farlo sbocciare alla virilità facendone un vero uomo di guerra e immettendolo in quella fraternitas che costituiva lo strato eletto della società feudale.

### Sospetto
La posizione di Guglielmo si era grandemente rafforzata e l'intimità con il re lo elevava tra i suoi compagni suscitando invidie e gelosie che già covavano per il tumultuoso e inarrestabile sviluppo della sua carriera.
(Giovanni il Trovatore, Storia di Guglielmo....)
Alcuni cavalieri del seguito reale, invidiosi della benevolenza e affetto che Enrico il Giovane ostentava nei suoi confronti, ordirono nel 1182 una congiura contro di lui.

Stemma dei Capetingi

Si incominciò a insinuare, prima velatamente e poi apertamente, il sospetto di un suo rapporto adulterino con la moglie di Enrico, Margherita figlia di Luigi VII di Francia: si voleva rovinare Guglielmo e sostituirsi a lui nel cuore del Re. Guglielmo respinse ogni accusa, si dichiarò pronto a sostenere il Giudizio di Dio attraverso un duello con qualsiasi campione, ma il sospetto e le accuse ebbero la meglio, e perse l'affetto del re. Abbandonò la corte iniziando a errare per tornei certo che presto sarebbe stato richiamato.

Guadagnò moltissimo, ma spese altrettanto, come si conveniva a un cavaliere di cui la prodigalità era una caratteristica; la sua bravura dava lustro ai tornei e per questo era ambito e conteso, e al tempo stesso ne aumentava il prestigio e il guadagno.
Non dovette aspettare molto: Enrico il Giovane, che nel frattempo si era disfatto della moglie restituendola a Luigi VII di Francia ed era entrato in guerra con il proprio padre, Enrico II, aveva bisogno di lui e della sua capacità bellica.

Lo fece cercare per riammetterlo a corte; Guglielmo chiese delle garanzie che ottenne e rientrò nel seguito di Enrico.

L'11 giugno 1183 Enrico il Giovane inaspettatamente morì di dissenteria nei pressi del castello di Martel in Turenna, infliggendo così un altro duro colpo, questa volta involontario, a Guglielmo, che sperava di ripartire da dove i sospetti e la congiura lo avevano allontanato. Guglielmo lo ricordò commosso:
(Giovanni il Trovatore, op. cit, )

### Crociata ed Enrico II

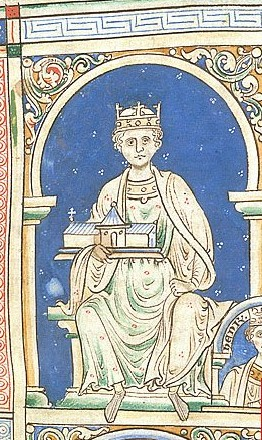
Enrico II

Tutto sembrava cospirargli contro quando Guglielmo eseguendo l'ultima volontà di Enrico lo sostituì come crociato recandosi al suo posto a Gerusalemme dopo averne ottenuto l'autorizzazione del padre, il re. Enrico II lo aveva perdonato per avere levato le armi contro di lui poiché lo aveva fatto per fedeltà al figlio che gli aveva affidato in ossequio alle leggi non scritte della cavalleria dove la fidelitas era considerata la prima virtù del cavaliere. Agli occhi di Enrico il Vecchio avere seguito il figlio che gli aveva mosso guerra era più un'azione da premiare che non un demerito da punire.
Al ritorno, nel 1187, entrò nel seguito di Enrico II, il vecchio e potente re d'Inghilterra: ora era ammesso là dove si gestiva il vero potere in un momento in cui il re vedeva l'altro figlio Riccardo muovergli guerra, sobillato e aiutato da Filippo II di Francia.

Il re gli concesse il feudo di Cartmel, ma era poca e povera cosa, Guglielmo aspirava ad altro; come tutti i cavalieri voleva una propria casata, la ricchezza vera e un potere che per quanto subalterno a quello del re lo ponesse al di sopra degli altri cavalieri facendolo entrare nell'alta nobiltà.

### Premio
Tutto ciò si poteva conseguire solo attraverso una conveniente unione matrimoniale e questa fu il premio che il re gli diede per la sua fedeltà alla casa plantageneta.
Il re medioevale premiava così i propri fedeli, utilizzando un ampio bacino di ereditiere, più o meno giovani, delle quali teneva lo stretto controllo.

La politica matrimoniale era come una gratificazione, ma anche uno strumento per legare maggiormente a sé i più fedeli del proprio seguito o dei propri alleati.

Questa politica, che trovava ampio spazio nella società feudale, svolgeva una funzione redistributiva della ricchezza e attuava una rapida mobilità sociale. La donna come mezzo di promozione sociale in un mercato matrimoniale di cui il re era il supremo custode e arbitro. La donna, la cui volontà semplicemente non aveva alcun ruolo, assumeva un'importanza fondamentale allorquando, oltre a essere essa stessa elemento premiale, era tramite di alleanze o del loro consolidamento.Questo accadde anche a Guglielmo.

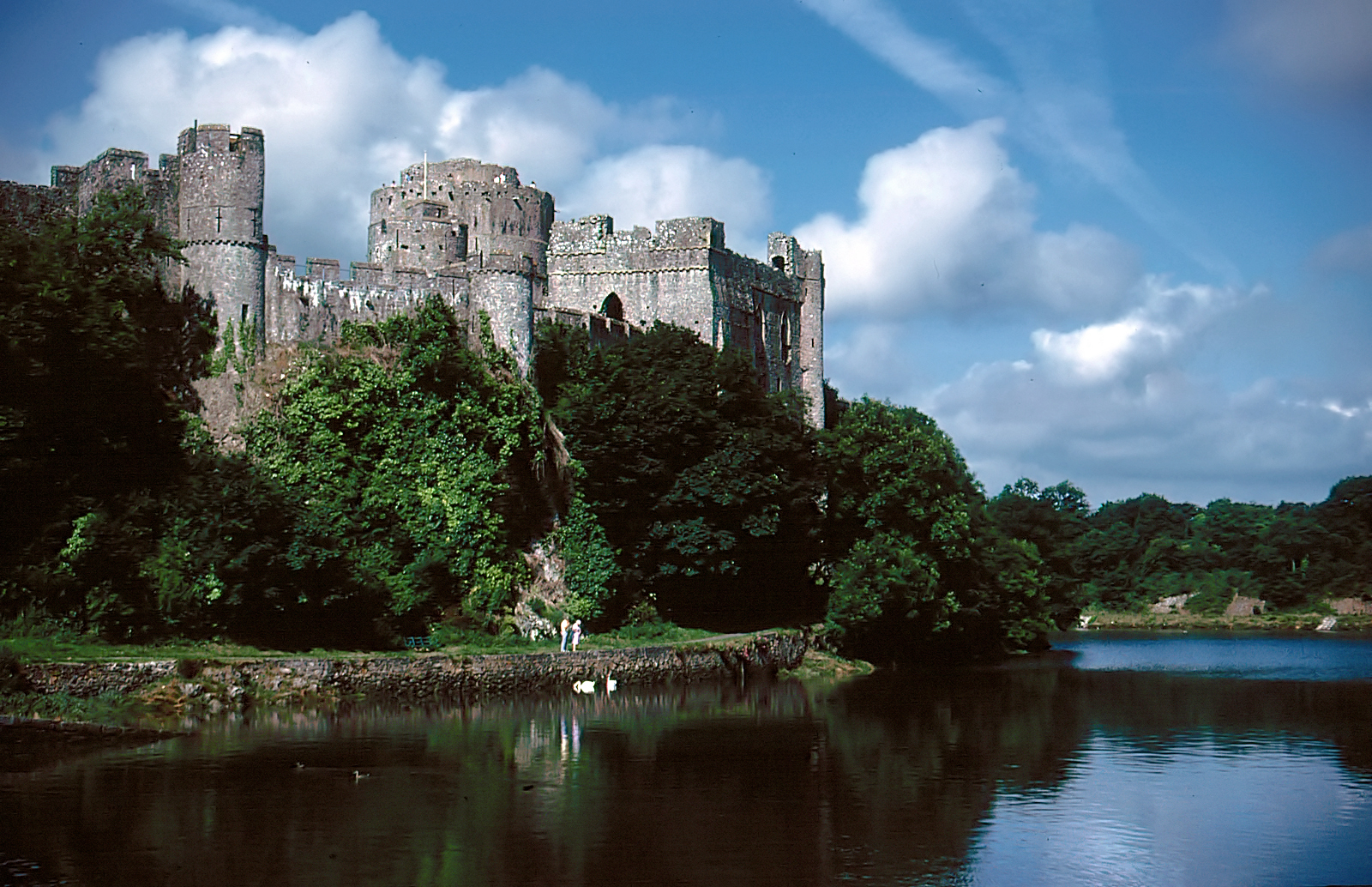
Castello di Pembroke (XI secolo).

Enrico II, la cui salute iniziava a declinare, gli promise la diciassettenne Isabella di Clare, ricchissima ereditiera che custodiva nella Torre di Londra. La fanciulla, orfana di Riccardo di Clare, II conte di Pembroke, soprannominato Strongbow (forte arco) e di Eva MacMurrough di Leinster figlia dell'irlandese Dermot re di Leinster, era ricchissima, con immensi possedimenti in Irlanda (quasi un quarto dell'intero territorio), in Inghilterra e in Normandia.
Questo matrimonio avrebbe proiettato Guglielmo nell'alta aristocrazia europea, quasi all'altezza di un re. L'obiettivo era sfolgorante ma anche questa volta vi si frappose un improvviso ostacolo, la morte di Enrico II prima che fosse celebrato il matrimonio.

### Battaglia di Le Mans
La corte di Saumur che Enrico tenne a Natale del 1188 sancì il fallimento della sua altalenante politica familiare e la rottura ormai insanabile con il figlio Riccardo conte di Poitou, sopravvissuto ai fratelli che lo precedevano dinasticamente: fu la guerra; da una parte Enrico II e il fedele Maresciallo, dall'altra Riccardo e l'alleato Filippo Augusto re di Francia.
Nel 1189 Enrico si ritrovò assediato a Le Mans da dove dovette precipitosamente fuggire sotto l'incalzare del figlio e delle sue truppe. Durante questa azione accadde un episodio che avrebbe potuto perdere Guglielmo, e per sempre; egli, che ne copriva la ritirata, si scontrò con Riccardo abbattendone il cavallo, ma volutamente senza ferirlo, come dirà più tardi.

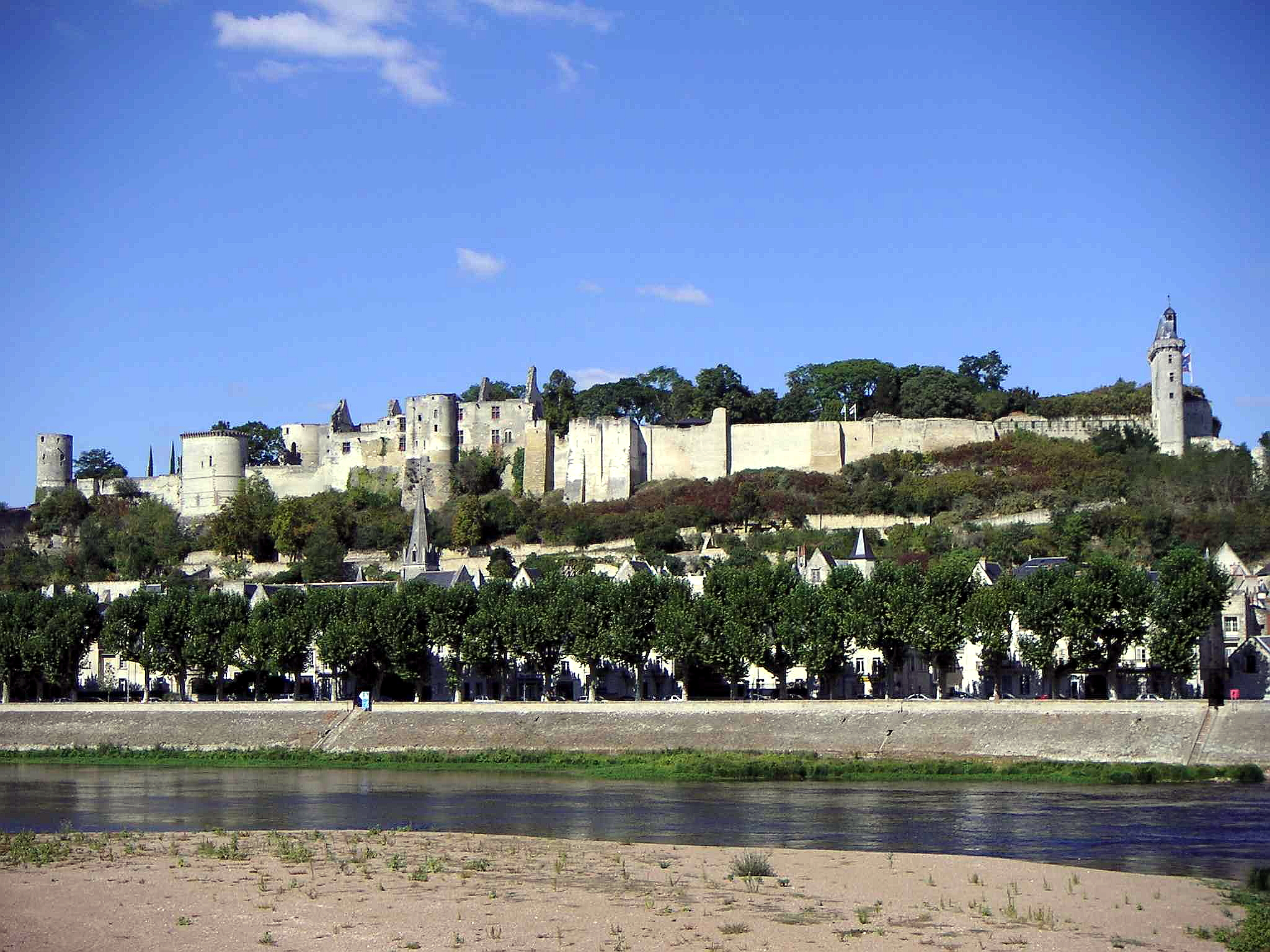
Castello di Chinon

Si ritrovò così coinvolto in una situazione delicatissima, in una guerra tra padre e figlio, tra un re e chi lo sarebbe stato tra non molto; fedele al primo, il perdente, e avendo umiliato il secondo, il vincitore, avrebbe avuto di che temere quando Riccardo sarebbe diventato re.

Il 6 luglio 1189 Enrico II che si era ritirato a Chinon morì distrutto dalla malattia e dalla sconfitta lasciando Guglielmo sull'orlo di un baratro. La morte di Enrico II, uno degli uomini più potenti e temuti dell'occidente, avvenne nello squallore dell'abbandono generale. Derubato persino del suo mantello, solo Guglielmo gli fu ancora vicino curandone la tumulazione nell'abbazia di Fontevrault nell'indifferenza generale. Ancora una volta gli dimostrò quell'affetto e quella pietas che neanche il figlio sentiva. 
(Matteo Paris, Cronica Maiora,)
Tutto sarebbe precipitato: niente ereditiera, niente gloria anzi l'ignominia, forse la morte. In un'atmosfera tragica e carica di minacce avvenne il suo incontro con Riccardo.
Riccardo lo accusò apertamente di avere tentato di ucciderlo senza riuscirci, ma Guglielmo replicò, a viso aperto, che lo aveva risparmiato volutamente e che se avesse voluto lo avrebbe potuto finire facilmente data la sua ben nota forza e bravura. Riccardo Cuor di Leone dimostrando generosità e forse lungimiranza lo perdonò e mantenne la promessa matrimoniale fattagli da suo padre dandogli in sposa la diciassettenne Isabella, contessa di Striguil e di Pembroke, ricordandogli abilmente che mentre il padre gliela aveva promessa lui gliela dava, e lo inserì nel suo seguito. Il destino di Guglielmo il Maresciallo si compì.

### Nuova vita

Stemma di Guglielmo il maresciallo, I conte di Pembroke

Guglielmo, la cui unica dote era stata la propria forza, la propria capacità bellica e la fama di guerriero che lo circondava, era ora un senior potentissimo, capo di una nuova casata e con un seguito di cavalieri o aspiranti tali, come lui stesso era stato molti anni prima.

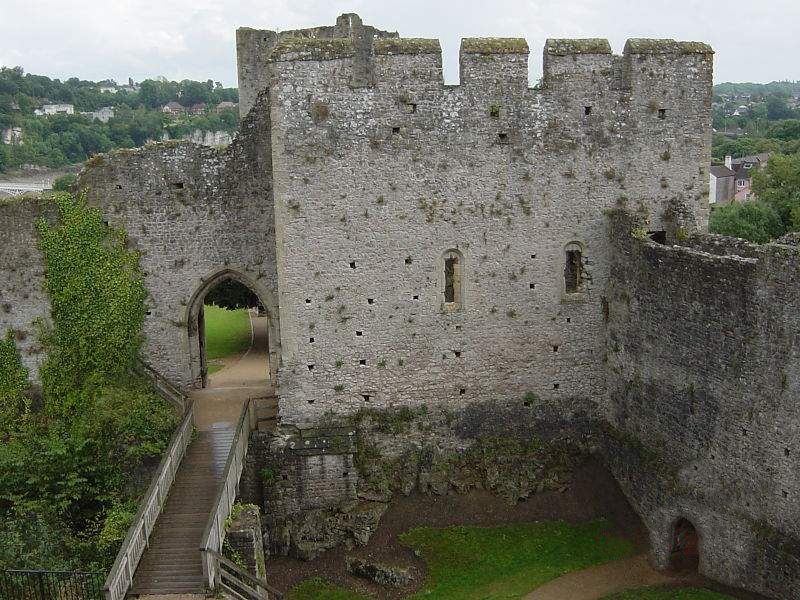
Il castello di Chepstow

Si chiudeva così il cerchio: da apprendista cavaliere, baccelliere, quindi Senior; non più tornei, ma l'alta politica e la cura e l'affetto dei suoi protetti e sodali. Ora era lui a dispensare benefici e ricchezza in quella società guerriera e gerarchizzata, in cui il premio o la sua aspettativa erano il cemento della fedeltà personale che costituiva la base del vassallaggio, forza aggregante e disgregante al tempo stesso. A tutto ciò si aggiungeva la cura e l'ampliamento del patrimonio acquisito con il matrimonio, patrimonio che comprendeva diversi castelli, i più importanti dei quali erano il castello di Pembroke, nel Galles meridionale, e il castello di Chepstow che ampliò e fortificò.
Con il matrimonio cambiò anche il suo rapporto con la famiglia reale, dalla quale da quel momento usciva. Non più un rapporto di tipo quasi parentale – filiale con Enrico II, paterno con Enrico il Giovane – bensì pubblico e vassallatico. Alla caritas si sostituì la fidelitas, temperata peraltro dalla necessità di difendere e fare valere i diritti della propria famiglia e della moglie.

### Riccardo Cuor di Leone e Giovanni Senza Terra
Il 20 luglio 1189 Riccardo fu insignito del titolo di Duca di Normandia dall'arcivescovo di Rouen e pochi mesi dopo venne incoronato Re dall'arcivescovo Baldovino di Exeter nell'abbazia di Westminster con una cerimonia fastosa. Alla processione dell'incoronazione Guglielmo il Maresciallo portava lo scettro reale a testimonianza del favore del re e della posizione raggiunta.

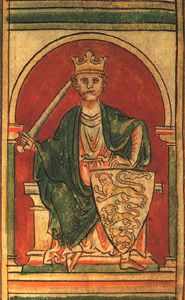
Riccardo Cuor di leone

Non seguì Riccardo quando questi partì per la crociata, preferendo rimanere in patria a salvaguardia della propria casa, tenuto conto che a gestire il regno rimaneva Giovanni Senza Terra, che cercava di approfittare della situazione e del quale doveva essere fedele vassallo. Di questo dovette giustificarsi con Riccardo al suo rientro, protestando di avere servito i due fratelli con pari fedeltà. In effetti seguiva i canoni della cultura feudale basata appunto sulla fidelitas, un intreccio di devozioni incrociate a volte contraddittorie ma tutte tese a rendere unito il traballante corpo politico della società feudale. Basta pensare alla posizione dei re Plantageneti, re in Inghilterra ma vassalli del re di Francia in Normandia.
Anche con Riccardo diede prova di grande valore militare e di quell'irruenza giovanile che lo accompagnò sempre, come quando nel 1197 ormai cinquantenne si lanciò alla conquista del castello di Milly in Normandia e incurante della sua posizione fece personalmente alcuni prigionieri.

Riccardo per questo suo comportamento lo rimproverò amabilmente. 
(Giovanni il Trovatore, op. cit.)
Guglielmo visse abilmente le difficoltà che le diverse fedeltà contemporanee gli creavano – mentore di Enrico il Giovane, ma cavaliere del padre Enrico II; vassallo del re d'Inghilterra, ma anche dipendente dal re di Francia per i feudi che la moglie possedeva in Normandia.
Questa situazione gli complicò spesso la vita, come puntualmente accadde quando Giovanni mosse contro il re di Francia in quella guerra continua che serpeggiava tra i Plantageneti e i Capetingi alimentata da queste contraddizioni feudali. Superò sempre queste difficoltà vassallatiche, che Giovanni gli faceva pesare anche dopo che - alla morte di Riccardo I avvenuta il 6 aprile 1199 a Châlus - Guglielmo ne aveva facilitato l'incoronazione nei confronti del nipote Arturo, figlio di Goffredo di Bretagna, aiuto per il quale Giovanni gli concesse il titolo di Conte di Pembroke.
Nel grande gioco di alleanze e controalleanze, di ribellioni e torbidi che caratterizzarono gli ultimi anni di regno di Giovanni Senza Terra, Guglielmo mantenne sempre una linea di equidistanza, senza rompere tuttavia la fedeltà che lo legava a lui ma senza impegnarsi troppo. I suoi interessi avevano assunto ormai un carattere internazionale – spaziavano dall'Irlanda alla Francia passando per l'Inghilterra – e ciò lo poneva in una posizione particolarmente delicata che riuscì sempre a padroneggiare.

### Apoteosi

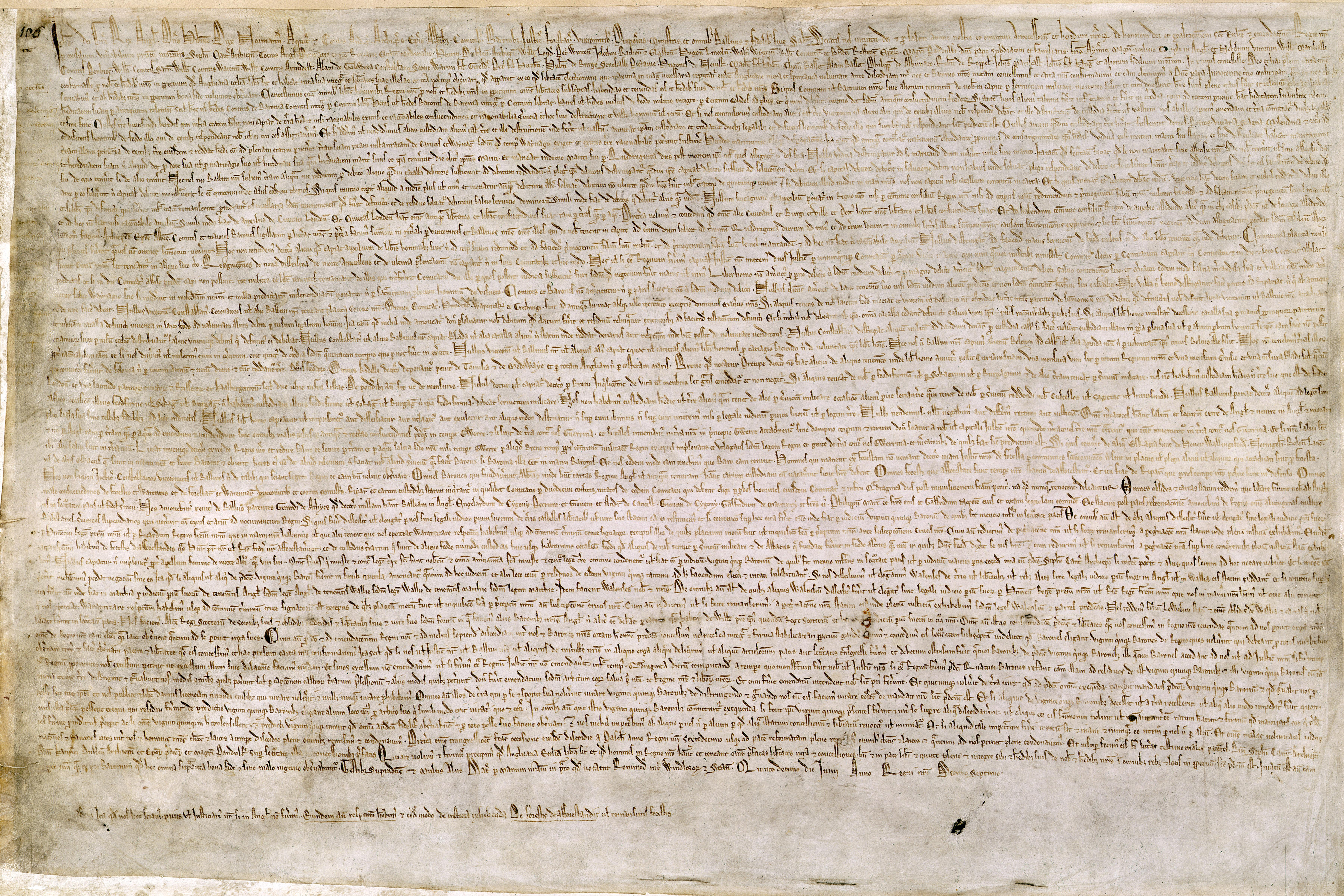
La Magna Carta

A ottobre del 1216 il re Giovanni morì, ma prima di spirare affidò suo figlio Enrico, un bambino di soli nove anni salito al trono come Enrico III d'Inghilterra, alla tutela del Maresciallo: ecco l'apoteosi di un cavaliere, in questo caso del miglior cavaliere del mondo, come mai più si sarebbe ripetuta. Guglielmo, partito molti anni prima come povero cadetto, concluse la sua carriera come tutore del re bambino e come reggente del regno, uno degli uomini più potenti dell'occidente dell'epoca.
Nella sua nuova posizione i suoi atti politici più importanti furono le riemanazioni della Magna Carta del 1216 e del 1217 con alcune varianti rispetto alla versione emanata da Giovanni Senza Terra a Runnymede il 15 giugno 1215 che peraltro aveva controfirmato come testimone.
La Magna Carta è considerata la radice delle moderne costituzioni parlamentari e delle libertà individuali.
(Magna Carta Libertatum)
Concluse il suo curriculum bellico con la battaglia di Lincoln del 1217 contro i francesi, l'ultima splendida vittoria, salvando il regno al suo pupillo e non accanendosi contro i vinti. Scortò infatti al porto di imbarco le truppe nemiche e Luigi, il figlio di Filippo Augusto, che le conduceva.
Questo zelo cavalleresco fu interpretato variamente: come diplomatica difesa dei suoi interessi in terra di Francia, come tradimento della causa inglese o come doverosa osservanza del codice cavalleresco. Enrico, il suo pupillo, divenuto re parlerà di questa azione, dopo la sua morte, come di un tradimento.

### Leggenda
La battaglia di Lincoln fu il canto del cigno di Guglielmo, che morì poco tempo dopo, il 14 maggio 1219, nel suo castello di Caversham. Erano presenti l'amico Giovanni d'Early e i figli, a eccezione del secondogenito Riccardo, che si trovava in Francia con il re Filippo Augusto.
Come aveva espressamente richiesto durante il suo soggiorno a Gerusalemme, volle essere seppellito come un cavaliere templare e come tale fu ammesso nell'ordine poco prima di morire.
I funerali si conclusero con la sepoltura del suo feretro nella chiesa del Tempio a Londra.
Così nacque la leggenda del "miglior cavaliere del mondo", la cui morte, però, sancì la fine di un mondo di cui si nutriva in fondo al cuore una struggente nostalgia.

## Progenie
- Guglielmo, II conte di Pembroke (1190 - 6 aprile 1231), sposò:
  - Alice di Betun, figlia del conte di Albemarle;
  - il 23 aprile 1224, Eleonora Plantageneta, figlia del re Giovanni d'Inghilterra.
- Riccardo, III conte di Pembroke (1191 - 16 aprile 1234), sposò:
  - Gervase le Dinant.
- Matilde Marshal, (1192 - 27 marzo 1248), sposò:
  - Ugo Bigod, III conte di Norfolk;
  - il 13 ottobre 1225, Guglielmo di Warenne, VI conte di Surrey;
  - Walter di Dunstanville.
- Gilberto, IV conte di Pembroke, ( 1194 - 27 giugno 1241), sposò:
  - Margherita di Scozia, figlia del re Guglielmo I di Scozia;
  - Maud di Lanvaley.
- Guatiero, V conte di Pembroke, (1196 - 24 novembre 1245), sposò:
  - Margaret de Lacy, II contessa di Lincoln, figlia di Ugo di Kevelioc, III conte di Chester.
- Anselmo, VI conte di Pembroke[50], ( ??? - 22 dicembre 1245), sposò:
  - Maud di Bohun, figlia di Humphrey di Bohun, II conte di Hereford.
- Isabella di Pembroke, (9 ottobre 1200 - 17 gennaio 1240), sposò:
  - 9 ottobre 1217, Gilberto di Clare, V conte di Gloucester e IV conte di Hertford;
  - Riccardo Plantageneto, conte di Cornovaglia.
- Sibilla Marshal, (??? - ???), sposò:
  - Guglielmo di Ferrers, V conte di Derby.
- Eva Marshal, (1203 - 1246), sposò:
  - Guglielmo di Braose, signore di Abergavenny, da cui discese la regina Jane Seymour.
- Giovanna Marshal, (??? - ???), sposò:
  - Warin di Montchensy, signore di Swanscombe.

### Fonte
- Giovanni D'Erlay, Histoire de Guillaume le Maréchal, New York, Pierpont Morgan Library, ms M888
- (EN)  History of William Marshal, A.J. Holden, D. Crouch edd.; S. Gregory, interpr., 3 vol. London: Anglo-Norman Text Society, 2002–2007

### Letteratura critica
- Catherine A. Armstrong, William Marshal Earl of Pembroke, Seneschal Press, 2007.
- Alessandro Barbero, L'aristocrazia nella società francese del Medioevo, analisi delle fonti letterarie, secoli 10-13, Bologna, Cappelli, 1987. BNI 8912210.
- Alessandro Barbero, La cavalleria medievale, Roma, Jouvence, 1999. ISBN 88-7801-306-4.
- Robert Bartlett, England under the Norman and Angevin kings, 1075-1225, Oxford, Clarendon Press, 2000. ISBN 0-19-822741-8.
- Marc Bloch, La società feudale, Torino, G. Einaudi, 1999. ISBN 88-06-15253-X.
- Matthew Bunson, Dizionario universale del Medioevo, Roma, Newton & Compton, 2002. ISBN 88-8289-627-7.
- Paolo Cammarosano, Nobili e re, Roma-Bari, Laterza, 1998, ISBN 88-420-5542-5.
- Franco Cardini, Alle radici della cavalleria medievale, Milano, Sansoni, 2004. ISBN 88-383-0375-4.
- Franco Cardini, Europa anno Mille, le radici dell'Occidente, Milano, Fenice 2000, 1995. ISBN 88-8017-188-7.
- Philippe Contamine, La guerra nel Medioevo, Bologna, Il mulino, 2005. ISBN 88-15-10781-9.
- David Crouch, I Normanni, storia di una dinastia, Roma, Newton & Compton, 2004. ISBN 88-541-0168-0
- Georges Duby, Guglielmo il Maresciallo - L'avventura del cavaliere, Roma-Bari, Laterza, 1995. ISBN 88-420-4261-7.
- Georges Duby, Lo specchio del feudalesimo: sacerdoti, guerrieri e lavoratori, Roma-Bari, Laterza, 1998. ISBN 88-420-5650-2.
- Jean Flori, Cavalieri e cavalleria nel Medioevo, Torino, Einaudi, 1999. ISBN 88-06-15151-7.
- Jean Flori, La cavalleria medievale, Bologna, Il mulino, 2002, ISBN 88-15-08465-7.
- Jean Flori, Riccardo Cuor di leone: il re cavaliere, Torino, Einaudi, 2004. ISBN 88-06-16925-4.
- Aron Jakovlevič Gurevič, Le origini del feudalesimo, Roma-Bari, Laterza, 1990. ISBN 88-420-3689-7.
- G.L. Hamilton, Un manuscrit perdu de l'histoire de Guillaume le Maréchal, in "Romania" XLI (1912), pp. 601–607
- Johan Huizinga, L'autunno del Medioevo, Roma, Newton Compton, 1997. ISBN 88-8183-898-2.
- Maurice Keen, La cavalleria, Napoli, Guida, 1986, ISBN 88-7042-754-4.
- Jacques Le Goff, L'uomo medievale, Roma-Bari, Laterza, 1999. ISBN 88-420-4197-1.
- Jacques Le Goff, La civiltà dell'occidente medievale, Torino, Einaudi, 1999. ISBN 88-06-15419-2.
- Jacques Le Goff, Il cielo sceso in terra: le radici medievali dell'Europa, Roma-Bari, Laterza, 2004. ISBN 88-420-7238-9.
- Bernard Marillier, La cavalleria medievale, origini, storia, ideali, Torino, L'eta dell'acquario, 2005. ISBN 88-7136-207-1.
- Paul Meyer, Histoire de Guillaume le Maréchal, Paris, Société de l'Histoire de France, 1891.
- Giovanni Tabacco, Le ideologie politiche del Medioevo, Torino, G. Einaudi, 2000. ISBN 88-06-13073-0.